# Еспарцет яйлинський
Еспарцет яйлинський (Onobrychis jailae) — вид квіткових рослин з родини бобових (Fabaceae).

## Морфологічна характеристика
Це багаторічна рослина 25–40 см заввишки. Квітки 8–9 мм завдовжки. Китиці до цвітіння широко-яйцюваті, іноді майже округлі, густі, дуже чубаті. Боби 4–5 мм завдовжки, по диску неозброєні, по гребеню з 4–5 короткими зубцями.

## Поширення
Ендемічна флора України.
В Україні вид росте на гірських луках, високих яйлах — у Криму, часто.